# Romilda e Costanza
Romilda e Costanza (título original en italiano; en español, Romilda y Constanza) es la cuarta ópera que compuso Giacomo Meyerbeer, y la primera compuesta para un teatro italiano. El libreto en italiano es de Gaetano Rossi. El estreno tuvo lugar en el Teatro nuovo de Padua el 19 de julio de 1817.
La ópera es una fantasía medieval, sin relación con realidad histórica alguna, sobre las intrigas en torno a la sucesión del trono del reino de Provenza. El libreto, completamente inverosímil, mezcla elementos cómicos y trágicos, conforme al género de la ópera semiseria, y adopta ciertas características de las «óperas de rescate» donde uno de los protagonistas (aquí, la mujer) debe liberar al elegido de su corazón de la prisión donde ha sido injustamente encerrado.

## Personajes
| Personaje                                                 | Tesitura     | Reparto del estreno, 1817 (Director: Giacomo Meyerbeer) |
| --------------------------------------------------------- | ------------ | ------------------------------------------------------- |
| Teobaldo, príncipe de Provenza                            | tenor        | Luigi Campitelli                                        |
| Retello, príncipe de Provenza, hermano gemelo de Teobaldo | bajo         | Luciano Bianchi                                         |
| Romilda, hijo del duque de Bretaña                        | mezzosoprano | Benedetta Rosamunda Pisaroni                            |
| Lotario, conde de Sisteron                                | tenor        | Agostino Trentanove                                     |
| Costanza, hija de Lotario                                 | soprano      | Caterina Lipparini                                      |
| Albertone, castellano de Sénanges                         | Bajo         | Giovanni Lipparini                                      |
| Annina, sobrina de Albertone                              | soprano      | Annetta Lipparini                                       |
| Pierotto, hermano de leche de Teobaldo                    | bajo         | Nicola Bassi                                            |
| Ugo, escudero de Teobaldo                                 | bajo         | Francesco Desirò                                        |